# Přelovice
Přelovice (en allemand : Pschelowitz) est une commune du district et de la région de Pardubice, en République tchèque. Sa population s'élevait à 222 habitants en 2024.

## Géographie
Přelovice se trouve à 6 km au nord-est de Přelouč, à 13 km à l'ouest-nord-ouest de Pardubice, à 22 km au sud-ouest de Hradec Králové et à 85 km à l'est de Prague.
La commune est limitée par Vlčí Habřina au nord-ouest, par Bukovka au nord, par Neratov et Živanice à l'est, par Přelouč au sud et par Břehy à l'ouest.

## Histoire
La première mention écrite du village date de 1366.

## Galerie

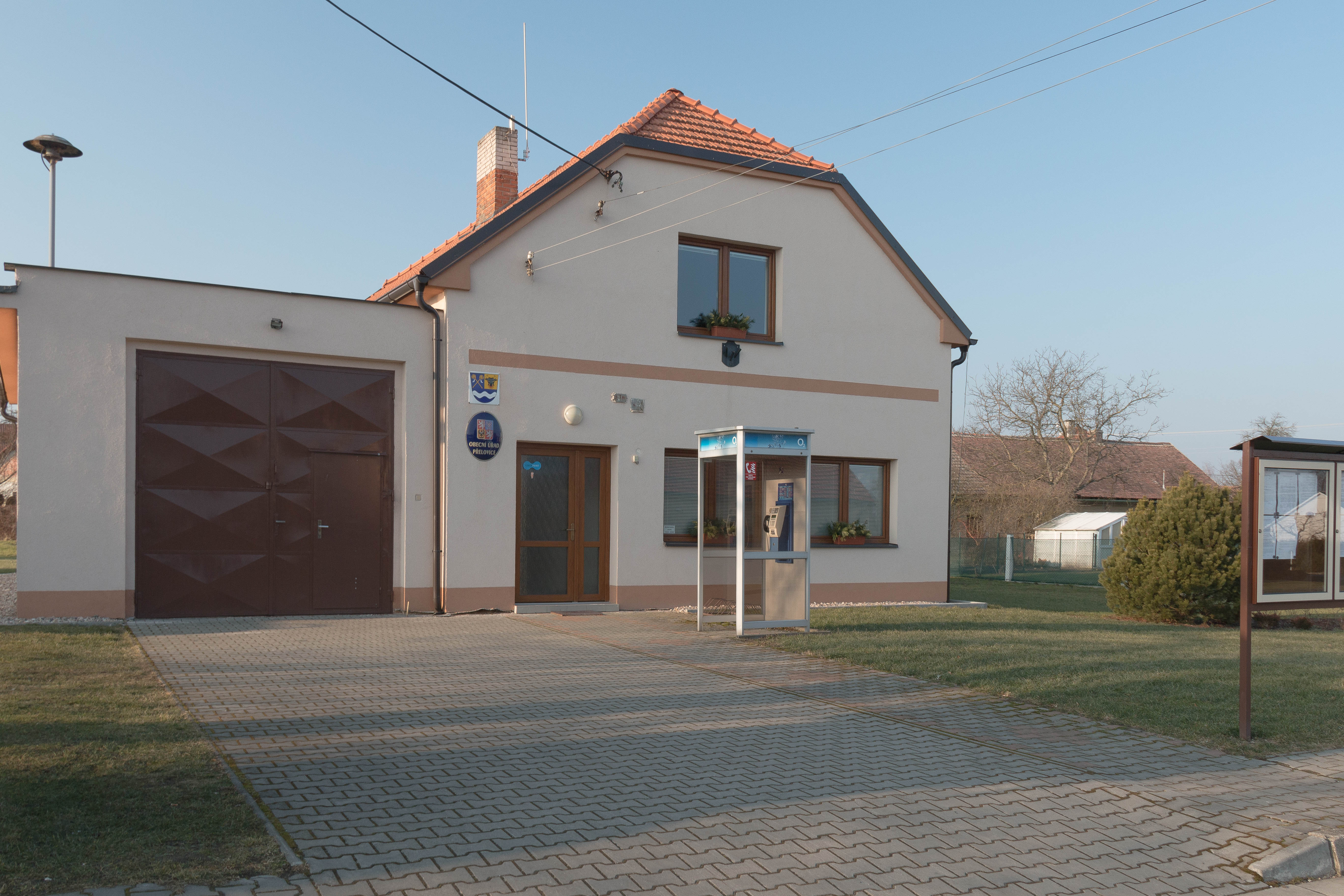
Přelovice : la mairie.
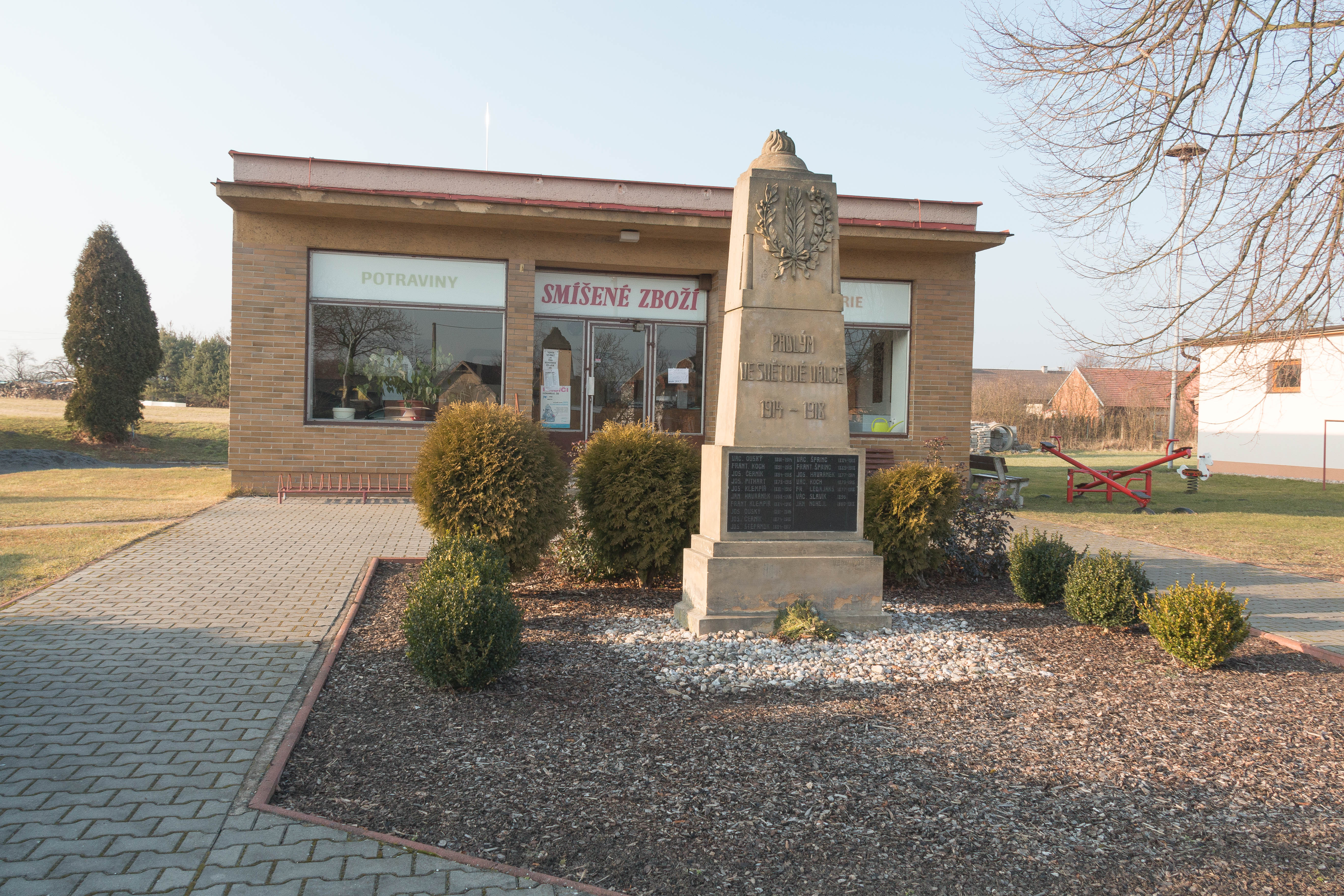
Monument aux morts.

## Transports
Par la route, Přelovice se trouve à 16 km de Pardubice et à 104 km de Prague. 